# St-Maximin (Jarny)

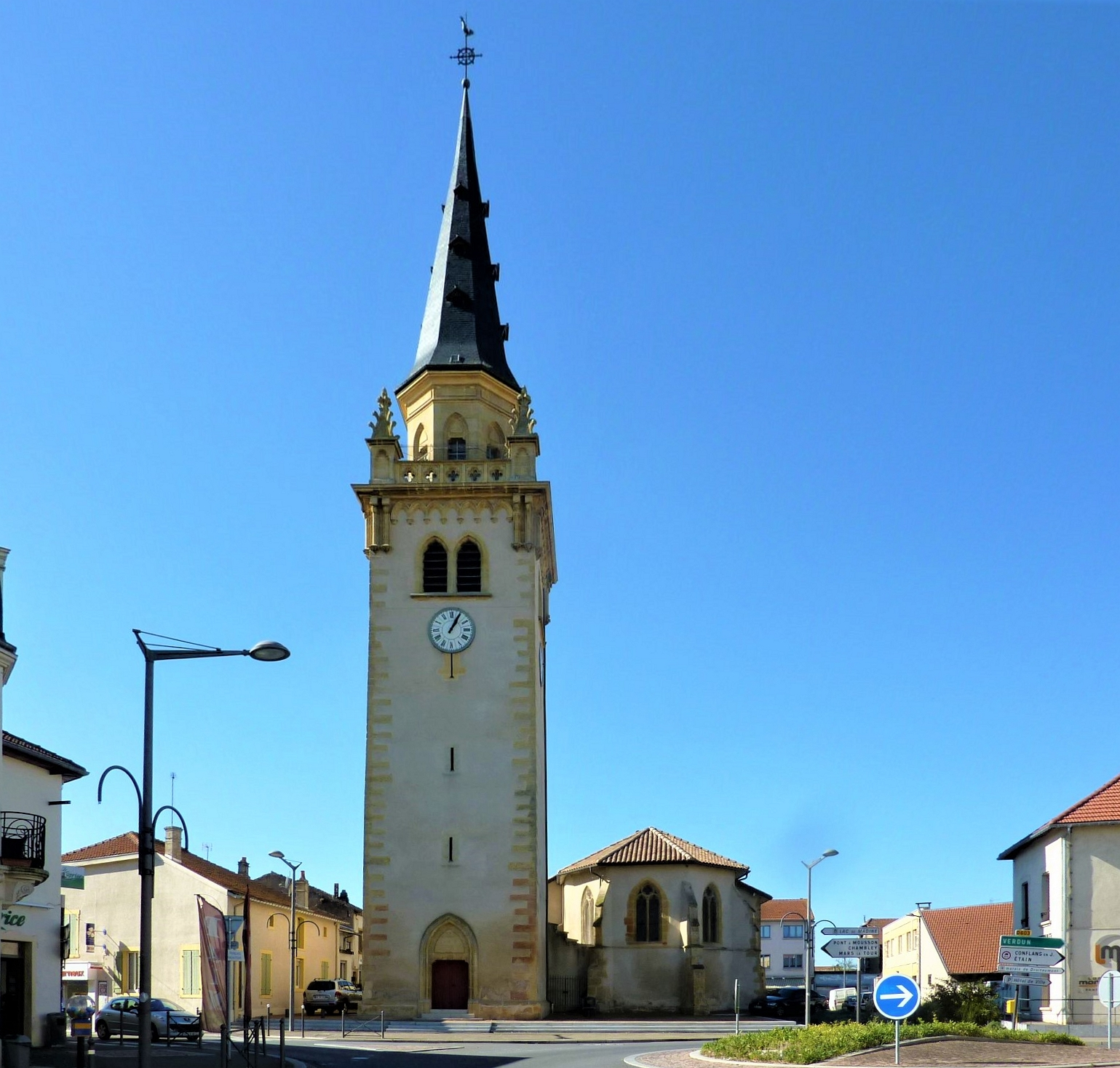
St-Maximin, Blick zu Turm und Chor

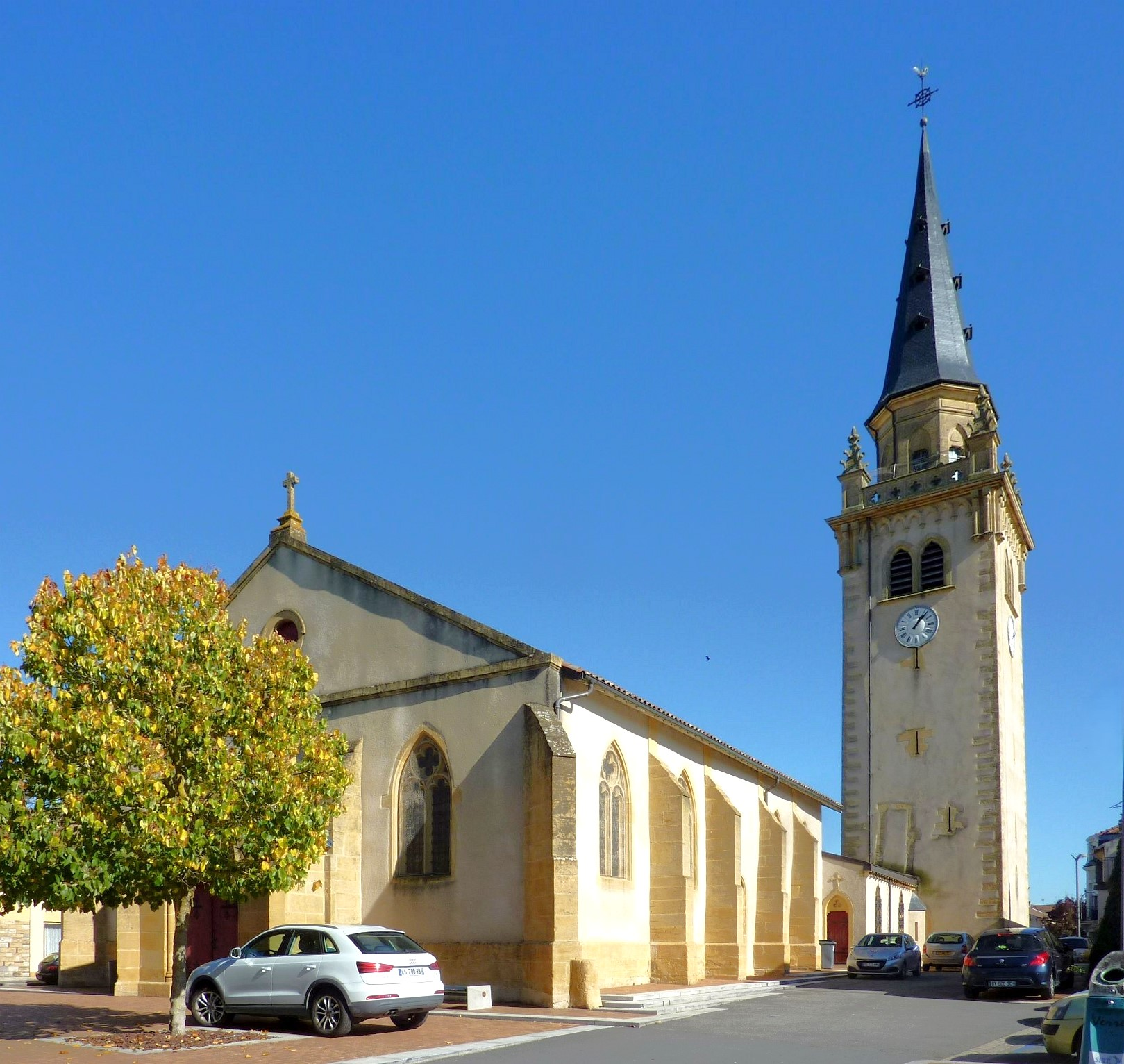
Ansicht von Südwesten

St-Maximin ist die römisch-katholische Pfarrkirche von Jarny im Département Meurthe-et-Moselle in Frankreich. Der Turm des Gotteshauses prägt weithin die Landschaft um Jarny. Das Bauwerk ist seit 1982 als Monument historique eingestuft.

## Geschichte
Der dreiseitig geschlossene Chor von St-Maximin stammt aus dem 13. Jahrhundert, die daran anschließenden zwei östlichen Joche des fünfjochigen Langhauses stammen aus dem 15. Jahrhundert. Das Langhaus wurde im Jahr 1766 nach Westen verlängert. Der monumentale freistehende Glockenturm war ursprünglich ein Wehrturm der ansonsten vollständig abgetragenen Burg Jarnys und stammt ebenfalls aus dem 15. Jahrhundert. Der Turm wurde im Ersten Weltkrieg schwer beschädigt und erhielt 1924 seine repräsentative neugotische Bekrönung und Haube.